# Luka Bervaldi Lucić
Luka Bervaldi Lucić (Lučić) (Stari Grad, 14. siječnja 1867. – Stari Grad, 26. srpnja 1932.) je bio hrv. skupljač narodnih pjesama i hrvatski pjesnik i pisac.

## Životopis
Radio je kao službenik. 

## Sakupljački rad
Sakupljao je hrvatske narodne pjesme na otoku Hvaru, koje je skupio u rukopisnu zbirku, koja se danas čuva u splitskoj Sveučilišnoj knjižnici.Rukopis je u tiskanom obliku objavljen u knjizi Olinka Delorka Narodne pjesme otoka Hvara.

## Književnički rad
Pisao je lirske pjesme. Također je pisao i prozu. Oba žanra su mu bila u svezi s Dalmacijom.

## Zanimljivosti
Pjesmu Široka kontrado kojoj je kazivač bio Bervaldi Lucić, zapisao je Vladoje Bersa, a obradio Ljubo Stipišić za izvedbu na omiškom klapskom festivalu, a izvela ju je klapa Solin.

## Vanjske poveznice
- Srećko Lorger: Zmaja, Slobodna Dalmacija, 29. ožujka 2003., primjer pjesme koju je zabilježio Bervaldi Lucić